# Campionato europeo di taekwondo 1982
Il IV Campionato Europeo di Taekwondo si è disputato a Roma, in Italia, tra il 23 e il 27 settembre 1982.

## Medagliati

### Maschile
| Specialità | Oro                            | Argento                         | Bronzo                                                   |
| -48 kg     | Emilio Azofra Spagna           | Chan-Ok Choi Germania Ovest     | Simon Bailey Regno Unito / Henrik Knudensen Danimarca    |
| 52 kg      | Reinhard Langer Germania Ovest | Santiago Muñoz Spagna           | Celal Ada Turchia / Ben Rumeon Paesi Bassi               |
| 56 kg      | Geremia Di Costanzo Italia     | Jimmy de Fretes Paesi Bassi     | Ioannis Dalakas Grecia / José Sanabria Spagna            |
| 60 kg      | Thomas Fabula Germania Ovest   | Raffaele Marchione Italia       | Unal Bulut Turchia / Francisco Mera Spagna               |
| 64 kg      | Karl Wohlfahrt Germania Ovest  | Henk Horsten Paesi Bassi        | Lars Palle Danimarca / Dirk Smets Belgio                 |
| 68 kg      | Ruben Thijs Paesi Bassi        | Philippe Bouedo Francia         | Egbert Flügel Germania Ovest / Vincenzo Mannaioli Italia |
| 73 kg      | Hans Brugmans Paesi Bassi      | Chris Sawyer Regno Unito        | Joachim Krautz Germania Ovest / Jean-Marie Lycops Belgio |
| 78 kg      | Richard Schulz Germania Ovest  | Athanasios Karamangiolis Grecia | Angel Bonadei Francia / Giampiero Leonardi Italia        |
| 84 kg      | Ireno Fargas Spagna            | Eckhardt Pisch Germania Ovest   | John Armson Regno Unito / Arno Spitters Paesi Bassi      |
| +84 kg     | Henk Meijer Paesi Bassi        | Torben Madsen Danimarca         | Harald Küchler Germania Ovest / J. Maker Francia         |

### Femminile
| Specialità | Oro                           | Argento                               | Bronzo                                                         |
| -40 kg     | María José Díaz Spagna        | Luisa Domingo Italia                  |                                                                |
| 44 kg      | Tennur Yerlisu Turchia        | Cinzia Pacenza Italia                 | Charo Muñoz Spagna / Deborah Sherrington Regno Unito           |
| 48 kg      | Ilona Ersinger Germania Ovest | Antonietta La Pietra Italia           | Trine Bryhn Norvegia / Regina Singer Austria                   |
| 52 kg      | Nurten Yalçınkaya Turchia     | Susan Greaves Regno Unito             | Marion Gal Germania Ovest / Huyuh Thuy Francia                 |
| 57 kg      | Brigitte Evano Francia        | Beatriz Álvarez Spagna                | Dorothea Kapkowski Germania Ovest / Diane Robinson Regno Unito |
| 62 kg      | Coral Bistuer Spagna          | Wina Hubers van Assenraad Paesi Bassi | Doris Fuchsreiter Germania Ovest / Karin Zeilinger Austria     |
| 67 kg      | Anita Sanita Italia           | Mlascha Blazevic Germania Ovest       | Michaela Huber Austria / Elly Janssen Paesi Bassi              |
| +67 kg     | Else Marie Olsen Danimarca    | Petra Urban Germania Ovest            | Claudia Chiarelli Italia / Annemarie Lancel Paesi Bassi        |

## Medagliere
| Posizione | Paese          | Oro | Argento | Bronzo | Totale |
| --------- | -------------- | --- | ------- | ------ | ------ |
| 1         | Germania Ovest | 5   | 4       | 6      | 15     |
| 2         | Spagna         | 4   | 2       | 3      | 9      |
| 3         | Paesi Bassi    | 3   | 3       | 4      | 10     |
| 4         | Italia         | 2   | 4       | 3      | 9      |
| 5         | Turchia        | 2   | 0       | 2      | 4      |
| 6         | Francia        | 1   | 1       | 3      | 5      |
| 7         | Danimarca      | 1   | 1       | 2      | 4      |
| 8         | Regno Unito    | 0   | 2       | 4      | 6      |
| 9         | Grecia         | 0   | 1       | 1      | 2      |
| 10        | Austria        | 0   | 0       | 3      | 3      |
| 11        | Belgio         | 0   | 0       | 2      | 2      |
| 12        | Norvegia       | 0   | 0       | 1      | 1      |
|           | TOTALE         | 18  | 18      | 34     | 70     |